# 장동민
장동민(한국 한자: 張東民, 1979년 7월 20일 ~ )은 대한민국의 희극인, 방송인이다. 출생지는 충청남도 아산시이며, 동아방송예술대학교에서 콘텐츠학부 방송극작과를 졸업하였다. 소속사는 코엔스타즈이며, 2004년 KBS 19기 공채 개그맨으로 데뷔하였다.

## 학력
- 신계초등학교 (졸업)
- 신창중학교 (졸업)
- 서라벌고등학교 (졸업)
- 동아방송예술대학교 방송극작과 (졸업)

## 출연 작품

### 방송
- 2003년 《한반도 유머 총집합》(KBS 위성)
- 2004년 《쇼! 행운열차》KBS〈제17대 어전회의〉술주정꾼 사관 역 
〈황혼민박〉
- 2004년~2006년 《폭소클럽 1》〈3.6.9〉은행원 역(KBS2)
- 2004년~2009년, 2017년~2020년 《개그콘서트》
  - 〈김병만의 역사스페셜〉수나라 병사 역, 일본 장군 역(2004년 8월 22일, 2004년 8월 28일)
  - 〈할매가 뿔났다〉할머니 역(2008년 9월 28일~2009년 9월 6일)
  - 〈대화가 필요해〉김대희와 신봉선의 아들(김동민) 역(2006년 11월 19일~2008년 11월 30일)
  - 〈봉숭아 학당〉경비원 역
  - 〈봉숭아 학당〉동팔이 역(2006년 7월 16일~2006년 11월 12일)
  - 〈네비게이션〉네비게이션 역
  - 〈新 동작그만〉이등병 역
  - 〈두캅스〉반장 역(2009년 7월 26일~2009년 8월 16일)
  - 〈괴담극장〉귀신 역
  - 〈몬스터〉몬스터 역
  - 〈이소룡이 간다〉이소룡 역(2006년 3월 19일~2006년 4월 23일)
  - 〈애들은 재웠수〉남편 역
  - 〈A-Yo〉랩퍼 깜박 진영 랩퍼 역
  - 〈대화가 필요해 1987〉 김대희의 아버지(김동민) 역(2017년 8월 6일~2018년 6월 10일)
  - 〈돌아와 윰〉(2017년 8월 20일, 개콘 복귀한 개그맨으로 출연)
  - 〈뷰티잉사이드〉(2018년 4월 22일)
  - 〈기울어家〉(2018년 6월 10일)
- 2005년 《특종! KM NEWS》(KMTV) 진행
- 2005년~2006년 《좋은 사람 소개시켜줘》(KBS2) 진행
- 2005년, 2006년, 2009년 《가족오락관》(KBS1) 게스트
- 2005년, 2006년 《체험 삶의 현장》(KBS1) 게스트
- 2005년, 2007년, 2008년, 2009년, 2011년, 2014년 《비타민》(KBS2) 게스트
- 2006년 《SUN & FUN》(MBC GAME) 진행
- 2006년~2007년 《웃음충전소》 KBS2〈대안제국〉 문화관광부 대신 역 
〈지친다 지쳐〉
- 2006년 《폭소클럽 2》(KBS1)
- 2007년 《기막힌 외출 2》 (코미디 TV)
- 2007년 《빅마마》(KBS2)
- 2007년 《행복 주식회사》(MBC) 게스트
- 2007년 《사랑의 리퀘스트》(KBS1) 게스트
- 2007년 《스펀지》 〈스펀지 황당제보〉(KBS2)
- 2008년 《기막힌 외출 3》(코미디 TV)
- 2008년 《박경림의 화려한 외출 시즌2》(MBC every1) 진행
- 2008년, 2009년 《신동엽 신봉선의 샴페인》(KBS2) 게스트
- 2008년 《기막힌 외출 4》코미디 TV
- 2008년 《옹달샘 푸로덕숀》 MBC every1
- 2009년 《지금은 꽃미남 시대》 고정 패널
- 2009년~2010년 《이판삼판》Qtv MC
- 2009년~2010년 《조선추리활극 정약용》 OCN 장이 역(8부작 드라마)
- 2009년 《라디오스타》(MBC) 게스트 씁쓸한 인생,일촉즉발
- 2010년 《CCTV 전담반이 간다》 E채널 진행
- 2010년 《패밀리가 떴다 2》 SBS
- 2010년 《꿀단지》 MBC
- 2010년 《이사고 - 부부의 법칙》 Story On
- 2010년 《헌터스2 에코하우스》 MBC 고정 패널
- 2010년 《하하몽쇼》 SBS
- 2010년 《위기탈출 넘버원》 KBS2 특별MC
- 2010년 《신애와 밤샐기세》 온게임넷 게스트
- 2010년~2011년 《양민이 뿔났다》 온게임넷 진행
- 2010년~2012년 《복불복 2》 MBC every1
- 2011년 《프풋한 양민이 뿔났다》 온게임넷 진행
- 2011년 《기막힌 외출 리턴즈》 코미디 TV 고정 출연
- 2011년 《자유선언 토요일》- 시크릿 KBS2 게스트
- 2011년 《코미디빅리그 시즌 1》 tvN 옹달샘 참가
- 2011년 《크게 될 스타》 코미디 TV 고정 출연
- 2011년 《무한걸스》 MBC every1 게스트
- 2011년 《아웃도어 캠핑 고고씽》 MBC Sports+
- 2011년~2012년 《트루 N쇼》 채널 IT 진행
- 2011년~2012년 《코미디 빅리그 시즌 2》 tvN 옹달샘 참가
- 2012년 《주병진 토크콘서트》 MBC 패널
- 2012년 《Sudden Attack 놀이터》 MBC Music 진행
- 2012년 《김원희의 맞수다》 Story On 고정 패널
- 2012년 《롤러코스터 시즌2》 tvN
- 2012년 《코미디 빅리그 시즌 3》〈옹달 - 마더〉엄마 역 
〈옹달 - 파더〉아빠 역 
〈옹달 - 미스테리 Y〉Y 역
- 2012년 《천기누설》 MBN 고정 패널
- 2012년 《특별기자회견》 E채널 패널
- 2012년 《토요일 톡리그》 tvN 고정 패널
- 2012년 《라디오스타》 (MBC) 게스트 개식스의 반란,개식스의 개그정산
- 2012년 《키즈 서바이벌 슈퍼히어로》 투니버스 진행
- 2012년~2013년 《비틀즈 코드 시즌 2》 (엠넷) 진행
- 2012년~2013년 《코미디 빅리그 시즌 4》 (tvN)
  - 〈하이 장틀러〉
  - 〈남성 가족부〉
- 2013년~2016년 《코미디 빅리그 시즌 5》 (tvN)
  - 〈스마트한 친구들〉
  - 〈모던 패밀리〉
  - 〈옹달샘 마술단〉
  - 〈까똑 친구들〉초록오리 역
  - 〈코빅열차〉초록오리 역
  - 〈게임 특목고〉슈퍼마리오 역
  - 〈구한말 코미디〉
  - 〈썸앤 쌈〉
  - 〈갑과 을〉
  - 〈아이러브 밴드〉
  - 〈노량진 랩소디〉
  - 〈희극지왕〉
  - 〈요상한 민박집〉 할머니 역
  - 〈개인주의〉
  - 〈신의 한수〉
- 2012년~2013년 《무작정 패밀리 시즌 2》 MBC every1 첫째
- 2013년 《김원희의 맞수다2》 Story On 고정 패널
- 2013년 《황금카메라》 KBS2 진행
- 2013년 《기막힌 외출 - 갑을전쟁》 코미디 TV 진행
- 2013년 《헬로뷰티스쿨》 KBS joy MC
- 2013년 《한판만 시즌 1》 온게임넷
- 2013년 《도전발명왕》 MBC MC
- 2013년 《백만장자 게임 마이턴》 tvN 1회 출연
- 2013년 《라디오스타》 (MBC) 게스트 왜 저래 특집
- 2013년~2014년 《무작정 패밀리 시즌 3》 MBC every1 첫째
- 2013년~2014년 《렛츠고 시간탐험대 시즌 1》 tvN MC
- 2014년 《비틀즈 코드 3D》 MNET 장폴
- 2014년 《한판만 시즌 2》 온게임넷
- 2014년 《렛츠고 시간탐험대 시즌 2》 tvN MC
- 2014년 《더 지니어스: 블랙가넷》 tvN
- 2014년 《한판만 입롤특집》 온게임넷 MC
- 2014년 《한판만 시즌 3》 온게임넷 MC
- 2014년 《스타주니어쇼 붕어빵》 SBS 게스트
- 2014년 《대한민국 창업프로젝트 천지창조》 KBS1 멘토
- 2014년 《위기탈출 넘버원》 KBS2 성대현과 함께 재연으로 출연
- 2014년 《나르는 쇼퍼맨》 KBS W MC
- 2014년 《나는 남자다》 KBS2 MC
- 2014년 《1대100》 도전자 KBS2
- 2014년 제13회《KBS 연예대상》 KBS2 쇼.오락 남자부문 우수상 후보로 출연 나는 남자다
- 2014년~2015년 《에코빌리지 즐거운가》 SBS MC
- 2014년~2015년 《속사정 쌀롱》 JTBC MC
- 2014년 《라디오스타》 (MBC) 게스트 아빠와 함께 뚜비뚜바 특집
- 2015년 《애니멀즈》 MBC 고정 출연
- 2015년 《나홀로 연애중》 JTBC 고정 출연
- 2015년 《작정하고 본방사수》 KBS2 고정
- 2015년 《1박2일 시즌 3》앵커로 출연
- 2015년 《결혼 터는 남자들》 MBC every1 MC
- 2015년 《크라임씬 2》 JTBC 참가자
- 2015년 《나를 돌아봐》 KBS2 김수미 매니저로 출연
- 2015년 《엄마가 보고있다》 (JTBC) MC
- 2015년 《더 지니어스: 그랜드 파이널》 (tvN)
- 2015년~2016년 《도시탈출 외인구단》 (MBN) 고정 출연
- 2015년~2016년 《콩트 앤 더 시티》 (tvN) 고정 출연
- 2015년~2016년 《방송국의 시간을 팝니다》 (tvN) 고정 출연
- 2015년~2016년 《할매네 로봇》 (tvN) 고정 출연
- 2015년 《빅 프렌드》 (MBC) MC
- 2016년 《설특집 언금술사》 (KBS2) 출연
- 2016년 《동상이몽, 괜찮아 괜찮아》(SBS) 게스트
- 2016년 《해피투게더 시즌3》 (KBS2) 게스트 신은 공평해
- 2016년 《집밥 백선생 2》 (tvN) 고정 출연
- 2016년 《라디오스타》 (MBC) 게스트 옹달샘에 빠진 나비
- 2016년 《나를 돌아봐》 KBS2 나비랑 함께 출연
- 2016년 《오늘부터 대학생》 (채널A) 고정 출연
- 2016년 《최강남녀》 (KBS JOY) MC
- 2016년 《b급 뉴스쇼 짠》(TV조선) 스폐셜 MC
- 2016년 《예언자들》 (JTBC) MC
- 2016년 《tvN 10 어워즈》 (tvN)
- 2016년 《운빨 레이스》 (코미디TV)
- 2016년 《한판만 X VIVE》(온게임넷)
- 2017년 《무역왕의 비밀코드 1380》(네이버 TV)
- 2017년 《싱데렐라》(채널A) 게스트
- 2017년 《남원상사》(XTM & tvN) 고정 출연
- 2017년 《맘대로 가자》(TV조선) 고정 출연
- 2017년 《너의 목소리가 보여 4》(MNET) 패널
- 2017년 《비디오스타》 게스트(MBC 에브리원)
- 2017년 《크라임씬3》(JTBC) 게스트
- 2017년 《맛있는 녀석들》 122회 염소 목소리로 출연(코미디 TV)
- 2017년 《소사이어티 게임 시즌 2》(tvN) 참가자
- 2017년 《맛있는 녀석들 - 한입만 콘테스트》(코미디 TV) 참가자
- 2018년 《설특집 비밀의 정원》 (tvN) 게스트
- 2018년 《수미네 반찬》 (tvN) 고정 출연
- 2018년 《할 말 있어, 오늘》 MBC 에브리원
- 2019년 《마이 리틀 텔레비전 V2》 MBC
- 2019년~현재 《구해줘! 홈즈》 (MBC) 고정 출연
- 2019년 《씬의 퀴즈》 tvN
- 2019년 《플레이어》 tvN
- 2019년 《최고의 한방》 MBN
- 2019년 《연애 못하는 남자들》 MBN
- 2019년 《좋은 친구들》 SBS Plus
- 2020년 《라디오스타》(MBC) 게스트 천태만상 인간세상편
- 2020년 《플레이어 2》 tvN
- 2020년 《대탈출》 (tvN) 장독대 역
- 2020년 《세상에 나쁜 개는 없다》 EBS 1TV
- 2021년 《강철부대》 (채널A) 고정 출연
- 2021,2023년 《아는형님》 (JTBC) 게스트
- 2021년~현재 《부캐전성시대》 (TV조선) 고정 출연 (부캐 '장미')
- 2022년 《신발 벗고 돌싱포맨》 SBS 게스트
- 2022년 《세계 다크투어》 (JTBC) 고정 출연
- 2023년 ~현재 tvN•tvN STORY 《골프스타K》 고정 출연
- 2023년 《라디오스타》(MBC) 게스트 니가왜 거기서 나와편
- 2024년 《하입보이스카웃》(ENA) 고정출연
- 2024년 《덩치 서바이벌-먹찌빠》 게스트
- 2024년 《피의게임3》 출연

### 라디오
- 《옹달샘과 꿈꾸는 라디오》유세윤, 장동민, 유상무 진행(MBC FM4U, 2010.10~2011. 5)
- 《옹달샘과 꿈꾸는 라디오 (2013년)》팟캐스트 : 유세윤, 장동민, 유상무 진행(팟캐스트, 2013.3.25~2015.3.28)
- 《조정치,장동민의 2시》(KBS Cool FM, 2014. 4.7~2014. 12.31, 조정치 하차)
- 《장동민, 레이디 제인의 2시》(KBS Cool FM, 2015. 1.1~2015.4.26)

### 영화
- 《방울토마토》(2008년, 우정출연)
- 《가문의 영광 4 - 가문의 수난》(2011년)

## 유행어
- 개그콘서트 봉숭아학당 코너에서 경비 역으로
  - "그까이꺼 그냥 뭐 대~충~"
- 개그콘서트 할매가 뿔났다 코너에서 할머니 역으로
  - 알았어 이 *끼(욕설)야, 사람이 왔는데 뭐 하는거에요!(퍽 퍽)
  - 가까이 있는 건 통 뵈지가 않아서
- 코미디 빅리그 3 마더 코너에서 엄마 역으로
  - 빨리 먹어~!
- 옹달샘과 꿈꾸는 라디오 - 팟캐스트
  - 낫으로 유상무를 썩~ 썩~
  - 그래가주구(자신이 원하는 대답이 나올 때까지)
  - 편뮫듸아카데무
- 더 지니어스: 블랙가넷 오프닝 중 동갑내기 홍지연 딜러에게
  - "친구야"
- 개그콘서트 대화가 필요해 1987 코너에서 김대희 아들 역으로
  - 밥묵자

## 수상 경력
- 제4회 2005년 KBS 연예대상 코미디 남자부문 우수상
- 제6회 2007년 KBS 연예대상 코미디 부문 최우수코너상(개그콘서트 - 대화가 필요해)
- 2014년 tvN 더 지니어스 블랙가넷 우승
- 2015년 tvN 더 지니어스 그랜드 파이널 우승
- 2016년 tvN 10 어워즈 콘텐츠 본상(예능) 《더 지니어스 블랙가넷, 더 지니어스 그랜드 파이널》
- 2016년 tvN 10 어워즈 콘텐츠 본상(예능) 《집밥 백선생 2》
- 2017년 tvn 소사이어티 게임 시즌2 우승
- 2021년 MBC 방송연예대상 버라이어티부문 남자 우수상

## 사건사고
인터넷 개인방송 옹달샘과 꿈꾸는 라디오에서 있던 일들이 2015년 4월에 논란이 되었다. 라디오 방송의 욕설에 대해 문제가 처음으로 제기된 것은 오마이뉴스 시민기자 기사로써 다음카페 여성시대를 필두로 그 TFT겪인 메갈리아로 번져 나가서 팟캐스트에서 했던 여성비하발언이 문제가 되었다. ‘옹달샘’은 ‘옹달샘의 꿈꾸는 라디오’의 줄임말로, 세 사람이 함께 진행한 팟캐스트 방송이다. 당시, 그들은 “여자들은 멍청해서 머리가 남자한테 안 된다, “처녀가 아닌 여자는 참을 수 없다” 등 여성 비하 발언으로 논란을 빚었다. 수많은 말들 중에서도 자신의 과거 연애사를 밝히지 않는 여성이 좋다는 내용의 팟캐스트가 문제가 됐다. 요약하자면 '여자들은 남자보다 멍청하기 때문에 애인에게 솔직해진답시고 과거를 미주알고주알 털어놓는다'는 주장이다. 그리고 '옹달샘'은 자위기구를 언급하며 여성을 조롱하거나, 여성을 성기로 표현한 욕설과 저급한 상황극 등을 하며 그 주장을 펼쳐 나갔다.
2014년 8월 18일 방영분의 코디에 대한 욕설이 여성혐오 발언으로 문제가 되자 이에 장동민은 22일 사과를 표명하고 해당 방송 삭제 후 라디오를 중단하였다.2015년 3월 14일 코디에 대한 인터뷰 및 예전 발언들의 욕설 수위가 대중적으로 재조명되자, 장동민은 당시 내정되어있던 무한도전 식스맨 후보에서 사퇴 및 하차했으며 2015년 4월 13일 라디오와 공식 사과문을 통해 다시 사과하였다. 이후 다른 방영분의 발언에 대한 논란이 계속되자 2015년 4월 28일 정식 기자회견을 통해 옹달샘 멤버 전원이 사과하였다. 이전인 2015년 4월 17일 삼풍백화점 사고의 생존자 A씨에게 피소되었으나 개인적 사죄, 기자회견 사과 이후 2015년 5월 13일 A씨로부터 고소 취하의 뜻을 받았다.

## 같이 보기
- 유상무
- 유세윤
- 노홍철
- 양세형
- 박나래
- 김숙
- 붐
- 옹달샘과 꿈꾸는 라디오 (2013년) - 팟캐스트
- 개그 콘서트